# Янов (Ростовская область)
Янов — хутор в Белокалитвинском районе Ростовской области. Название от старшинской донской казачьей фамилии «Янов».
Входит в состав Краснодонецкого сельского поселения.

## География
На хуторе имеется одна улица: Полевая.

## Население
| 1989 | 2002 | 2010 |
| ---- | ---- | ---- |
| 48   | ↘24  | ↗25  |